# 이사크 두나옙스키

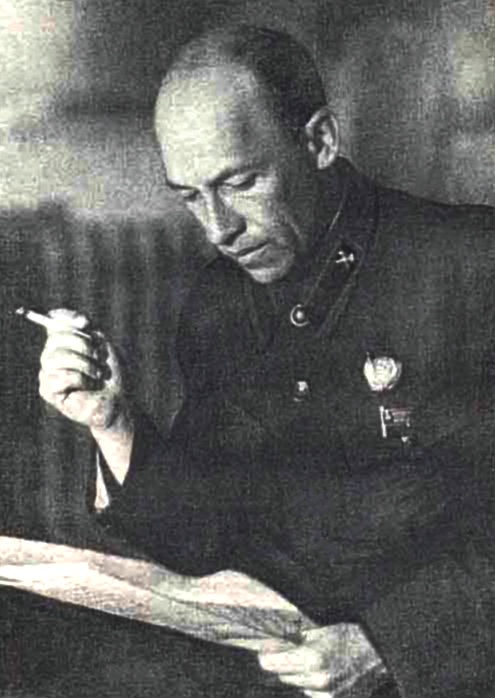
이사크 두나옙스키

이사크 오시포비치 두나옙스키(러시아어: Исаак Осипович Дунаевский, 1900-1955)는 1900년 1월 3일 폴타바주 로프비츠에서 태어나고, 1955년 7월 25일 모스크바에서 사망한 대중적인 작곡가이다. 1910년에 러시아 음악협회 하르코프 음악학교에 입학하여 바이올린을 배웠다. 중학교를 나와 대학 법학부의 제3학년에 진학하였고, 1919년에는 음악원에서 바이올린과 작곡을 배웠다. 그 이후는 극장의 작곡가, 신문기자, 인민대학의 음악강사, 육군 클럽의 음악 스튜디오나 서클의 조직자 등이 되어 직접 대중(大衆)과 접촉하는 음악활동을 계속하였다. 그의 작품은 발레, 합창곡, 극음악 등도 있으나 영화음악과 대중가곡이 널리 사랑받고 있다. 레베졔프 쿠마치의 시에 의한 <조국의 노래>(1936)는 모스크바 방송국의 콜사인으로도 쓰이고 있다. 1951년, 베를린의 세계민주청년 페스티벌에 입상한 <청년의 노래>, 영화 <쿠만의 카자크> 속의 <이삭 줍는 노래>(1949)는 유명하다. 또 한편 1934년의 영화 <쾌활한 친구들>은 구소련에서 처음으로 재즈를 끌어들인 희극으로서 획기적인 작품이다. 그의 음악은 재즈적인 리듬을 취해 들었고, 더욱이 건강한 노동의 에너지에 넘쳐 있는 것이 특색이다.